# 花谷麻妃
花谷 麻妃（はなたに まき、2002年3月16日 - ）は、日本の女性歌手、声優。スタイルキューブ所属。アイドルグループFullfull☆Pocketの元メンバー。

## 来歴
3歳のときから芸能活動を開始した。当時はCMへの出演を行っていた。
小学校6年生の時からアイドルグループでの活動を開始した。
2016年4月27日、アニメ『くまみこ』のOP『だって、ギュってして。』でソロデビューを果たす。
2017年3月18日、声優活動に専念するためFullfull☆Pocketを卒業。
2021年7月10日付で芸能活動当初から16年間所属していたスペースクラフトを退所してフリーで活動していたが、2022年8月15日、スタイルキューブに所属したことを発表した。

## 人物・エピソード
父親や兄の影響で昭和歌謡や自衛隊などに興味をもち、組み立てPCの制作、DTM、シリアルキラーを調べるなども趣味とする。
将来、自衛隊に入った時に役に立つからと中学では剣道部に入部。初段で大将をつとめる。
好きな歌は"Paint It Black"、"かもめが翔んだ日"、好きなアーティストは、八神純子、スティング、米津玄師、Goose house などを挙げる。

## 出演
太字はメインキャラクター。

### テレビアニメ
- くまみこ（2016年、安東アキ）
- アイドリッシュセブン Third BEAT!（2023年、女性客D）

### 劇場アニメ
- 劇場版IDOL舞SHOW（2022年、猿野さくら[13]）

### OVA
- アイドルマスター シンデレラガールズ U149 特別編（2023年、遊佐こずえ）

### Webアニメ
- アイドルマスター シンデレラガールズ劇場 Extra Stage（2020年、遊佐こずえ）
- CINDERELLA GIRLS 10th Anniversary Celebration Animation ETERNITY MEMORIES（2022年、遊佐こずえ）
- モンスターストライク ゴールドラッシュバトラー『ゴルバト教室』（2023年、ミドリ[14]）

### ゲーム
- アイドルマスター シンデレラガールズ（2019年 - 2024年、遊佐こずえ[15]） - 3作品[一覧 1]
- ビビッドアーミー（2020年、マーテル[17]）
- ロンドン迷宮譚（2021年、コテツ[18]）
- けものフレンズ3（2023年、【大きな瞳の美人顔】サーバル）
- 逆転オセロニア（2025年、リルル）

### ドラマCD
- IDOL舞SHOW エピソードZERO（2020年、猿野さくら[19]）

### デジタルコミック
- 義妹に婚約者を奪われた落ちこぼれ令嬢は、天才魔術師に溺愛される（2024年、ヘレナ）[20]

### ラジオ
※はインターネット配信。
- IDOL舞SHOW〜天下旗争奪ラジオ〜（2019年 - 2020年、超!A&G+※） - 週替わりパーソナリティ[21]
- 集貝はなと花谷麻妃の「ふたラジ!!」（2021年、超!A&G+※）[22]
- 豊田萌絵 with もえころがし（2023年 - 2024年、超!A&G+※）[注 1]
- はなまきこもちぃ（2024年 - 、ニコニコ生放送※）

### イベント
- 2016年03月26日 アニメジャパン[24]
- 2016年04月29日 ラジオ番組『上坂すみれの文化部は夜歩く』公開録音[25]
- 2016年05月01日 animeloLIVE! presentsアニソンCLUB! VOL.01【昼の部】[26]

### インターネット番組
- ニコニコチャンネル「ミリタリー通信大学」（2019年7月18日 - 、ニコニコ生放送）進行役[27]
- 声優e-Sports部（2020年5月 - 、YouTube[28][29]）

### テレビ番組
- おはスタ645 ムシキッズ（レギュラー）
- 渡る世間は鬼ばかり（友人）

### CM
- TVCM『リンナイ』
- TVCM『ダノンビオ』
- WebCM『ウルトラ足場』
- WebCM『損保ジャパン』

### 舞台
- キミに贈る朗読会「STARMARIEの声と妄想の世界 Vol5」（2022年11月5日、MsmileBOX渋谷[30]）

## ディスコグラフィ

### シングル
|            | 発売日        | タイトル               | 規格品番   | 規格品番   | 最高位 |
| 初回限定盤 | 発売日        | タイトル               | 通常盤     |            | 最高位 |
| ---------- | ------------- | ---------------------- | ---------- | ---------- | ------ |
| 1st        | 2016年4月27日 | だって、ギュってして。 | ZMCZ-10624 | ZMCZ-10625 | 67位   |

### タイアップ
| 楽曲                   | タイアップ                                 | 時期   |
| ---------------------- | ------------------------------------------ | ------ |
| だって、ギュってして。 | テレビアニメ『くまみこ』オープニングテーマ | 2016年 |

### キャラクターソング
| 発売日   | 商品名                                                                                | 歌 | 楽曲                                                             | 備考                                                                               |
| 2020年   | 2020年                                                                                | 2020年 | 2020年                                                           | 2020年                                                                             |
| -------- | ------------------------------------------------------------------------------------- | --- | ---------------------------------------------------------------- | ---------------------------------------------------------------------------------- |
| 1月8日   | カレント・ザナドゥ                                                                    | X-UC | 「カレント・ザナドゥ」 「Smile×Work!」                           | 『IDOL舞SHOW』関連曲                                                               |
| 1月8日   | カレント・ザナドゥ 通常盤                                                             | NO PRINCESS、三日月眼、X-UC | 「SENRAN!アイドル天下道へ」                                      | 『IDOL舞SHOW』関連曲                                                               |
| 1月22日  | THE IDOLM@STER CINDERELLA MASTER 夢をのぞいたら                                       | THE IDOLM@STER CINDERELLA GIRLS! | 「夢をのぞいたら」                                               | ゲーム『アイドルマスター シンデレラガールズ』関連曲                                |
| 1月22日  | THE IDOLM@STER CINDERELLA MASTER 夢をのぞいたら                                       | 本田未央（原紗友里）、北条加蓮（渕上舞）、遊佐こずえ（花谷麻妃）                                                                         | 「夢をのぞいたら」                                               | ゲーム『アイドルマスター シンデレラガールズ』関連曲                                |
| 1月22日  | THE IDOLM@STER CINDERELLA MASTER 夢をのぞいたら                                       | THE IDOLM@STER CINDERELLA GIRLS for BEST5!                                                                                               | 「Sun!High!Gold!」                                               | ゲーム『アイドルマスター シンデレラガールズ』関連曲                                |
| 8月19日  | THE IDOLM@STER CINDERELLA GIRLS LITTLE STARS EXTRA! Sing the Prologue♪                | 久川凪（立花日菜）、関裕美（会沢紗弥）、遊佐こずえ（花谷麻妃）、三村かな子（大坪由佳）、堀裕子（鈴木絵理）                               | 「Sing the Prologue♪」                                           | Webアニメ『アイドルマスター シンデレラガールズ劇場 Extra Stage』エンディングテーマ |
| 10月7日  | Papier Mache IDOL                                                                     | X-UC | 「Papier Mache IDOL」 「Brave Call ! 〜& Just Now We come ! 〜」 | 『IDOL舞SHOW』関連曲                                                               |
| 10月7日  | THE IDOLM@STER CINDERELLA GIRLS STARLIGHT MASTER GOLD RUSH! 02 太陽の絵の具箱         | 緒方智絵里（大空直美）、依田芳乃（高田憂希）、遊佐こずえ（花谷麻妃）、佐城雪美（中澤ミナ）                                               | 「太陽の絵の具箱（M@STER VERSION）」                             | ゲーム『アイドルマスター シンデレラガールズ スターライトステージ』関連曲           |
| 10月7日  | THE IDOLM@STER CINDERELLA GIRLS STARLIGHT MASTER GOLD RUSH! 02 太陽の絵の具箱         | 遊佐こずえ（花谷麻妃） | 「太陽の絵の具箱（M@STER VERSION）」                             | ゲーム『アイドルマスター シンデレラガールズ スターライトステージ』関連曲           |
| 2021年   |                                                                                       | |                                                                  |                                                                                    |
| 4月30日  | アイドルマスター シンデレラガールズ U149 第8巻特別版特典CD                            | 遊佐こずえ（花谷麻妃） | 「アタシポンコツアンドロイド」                                   | 漫画『アイドルマスター シンデレラガールズ U149』関連曲                             |
| 9月22日  | THE IDOLM@STER CINDERELLA GIRLS STARLIGHT MASTER GOLD RUSH! 10 Hungry Bambi           | 佐々木千枝（今井麻夏）、市原仁奈（久野美咲）、橘ありす（佐藤亜美菜）、龍崎薫（春瀬なつみ）、棟方愛海（藤本彩花）、遊佐こずえ（花谷麻妃） | 「Hungry Bambi（M@STER VERSION）」                               | ゲーム『アイドルマスター シンデレラガールズ スターライトステージ』関連曲           |
| 9月22日  | THE IDOLM@STER CINDERELLA GIRLS STARLIGHT MASTER GOLD RUSH! 10 Hungry Bambi           | 遊佐こずえ（花谷麻妃） | 「Hungry Bambi（M@STER VERSION）」                               | ゲーム『アイドルマスター シンデレラガールズ スターライトステージ』関連曲           |
| 2022年   |                                                                                       | |                                                                  |                                                                                    |
| 4月8日   | アイドルマスター シンデレラガールズ U149 第10巻特別版特典CD                           | 遊佐こずえ（花谷麻妃） | 「ドレミファクトリー！」                                         | 漫画『アイドルマスター シンデレラガールズ U149』関連曲                             |
| 6月22日  | YEAH SAY YEAHHH!/無限日本列島LOVE/パステルグレイ                                      | X-UC | 「パステルグレイ」                                               | 劇場アニメ『劇場版IDOL舞SHOW』エンディングテーマ                                   |
| 6月22日  | YEAH SAY YEAHHH!/無限日本列島LOVE/パステルグレイ @Loppi・HMV限定盤                    | NO PRINCESS、三日月眼、X-UC | 「SENRAN! アイドル天下道へ2022」                                 | 劇場アニメ『劇場版IDOL舞SHOW』テーマソング                                         |
| 9月3日   | THE IDOLM@STER CINDERELLA GIRLS LIKE4LIVE #cg_ootd 会場オリジナルCD                   | 遊佐こずえ（花谷麻妃） | 「夢をのぞいたら」                                               | ゲーム『アイドルマスター シンデレラガールズ スターライトステージ』関連曲           |
| 9月3日   | THE IDOLM@STER CINDERELLA GIRLS LIKE4LIVE #cg_ootd 会場オリジナルCD                   | 遊佐こずえ（花谷麻妃） | 「Sun!High!Gold!」                                               | ゲーム『アイドルマスター シンデレラガールズ スターライトステージ』関連曲           |
| 11月9日  | THE IDOLM@STER CINDERELLA GIRLS STARLIGHT MASTER R/LOCK ON! 10 まほうのまくら         | 双葉杏（五十嵐裕美）、遊佐こずえ（花谷麻妃）                                                                                             | 「まほうのまくら (M@STER VERSION)」                              | ゲーム『アイドルマスター シンデレラガールズ スターライトステージ』関連曲           |
| 11月9日  | THE IDOLM@STER CINDERELLA GIRLS STARLIGHT MASTER R/LOCK ON! 10 まほうのまくら         | 遊佐こずえ（花谷麻妃） | 「まほうのまくら (M@STER VERSION)」                              | ゲーム『アイドルマスター シンデレラガールズ スターライトステージ』関連曲           |
| 2023年   |                                                                                       | |                                                                  |                                                                                    |
| 3月1日   | THE IDOLM@STER CINDERELLA GIRLS STARLIGHT MASTER R/LOCK ON! 13 チカラ！イズ！ぱわー!! | 的場梨沙（集貝はな）、龍崎薫（春瀬なつみ）、遊佐こずえ（花谷麻妃）、佐々木千枝（今井麻夏）                                               | 「ココ☆ナツ」                                                    | ゲーム『アイドルマスター シンデレラガールズ スターライトステージ』関連曲           |
| 6月10日  | THE IDOLM@STER CINDERELLA GIRLS 燿城夜祭 -かがやきよまつり- 会場オリジナルCD          | 遊佐こずえ（花谷麻妃） | 「Sing the Prologue♪」                                           | Webアニメ『アイドルマスター シンデレラガールズ劇場 Extra Stage』関連曲             |
| 12月20日 | THE IDOLM@STER CINDERELLA GIRLS U149 ANIMATION MASTER 07 ORIGINAL SOUNDTRACK          | 遊佐こずえ（花谷麻妃） | 「おめざめめーめー」                                             | OVA『アイドルマスター シンデレラガールズ U149 特別編』エンディングテーマ           |

## ライブ・イベント

### 合同ライブ
| 公演日              | タイトル                                                                                          | 会場                                     |
| ------------------- | ------------------------------------------------------------------------------------------------- | ---------------------------------------- |
| 2019年11月9日・10日 | THE IDOLM@STER CINDERELLA GIRLS 7thLIVE TOUR Special 3chord♪ Funky Dancing!                       | ナゴヤドーム（愛知県）                   |
| 2021年1月9日        | THE IDOLM@STER CINDERELLA GIRLS Broadcast & LIVE Happy New Yell!!!                                | 幕張メッセ国際展示場 1-3ホール（千葉県） |
| 2021年10月2日・3日  | THE IDOLM@STER CINDERELLA GIRLS 10th ANNIVERSARY M@GICAL WONDERLAND TOUR!!! MerryMaerchen Land    | 西日本総合展示場 新館（福岡県）          |
| 2022年4月3日        | THE IDOLM@STER CINDERELLA GIRLS 10th ANNIVERSARY M@GICAL WONDERLAND!!!                            | ベルーナドーム（埼玉県）                 |
| 2022年9月3日・4日   | THE IDOLM@STER CINDERELLA GIRLS LIKE4LIVE #cg_ootd                                                | 日本ガイシホール（愛知県）               |
| 2022年10月23日      | 捲土重来！IDOL舞SHOW 2nd LIVE〜復古の大号令！！                                                   | 山野ホール（東京都）                     |
| 2023年12月10日      | 異次元フェス アイドルマスター★♥ラブライブ!歌合戦                                                  | 東京ドーム（東京都）                     |
| 2025年3月8日・9日   | THE IDOLM@STER CINDERELLA GIRLS STARLIGHT STAGE 10th ANNIVERSARY TOUR Let's AMUSEMENT!!! 大阪公演 | 大阪城ホール（大阪府）                   |